# Lasiocampidae
Super-famille
Famille
Les Lasiocampidae sont une famille de lépidoptères, décrite par Thaddeus William Harris en 1841. Elle est l'unique famille de la super-famille des Lasiocampoidea.
Elle contient environ 224 genres et 1 952 espèces.

## Liste des sous-familles
Selon BioLib (5 mai 2018) :
- Chionopsychinae
- Chondrosteginae
- Gastropachinae Neumoegen & Dyar, 1894
- Lasiocampinae Harris, 1841
- Macromphaliinae
- Poecilocampinae
- Incertae Sedis (Lasiocampidae)

## Principaux genres
- Anadiasa Aurivillius, 1904
- Beralade Walker, 1855
- Borocera Boisduval 1833

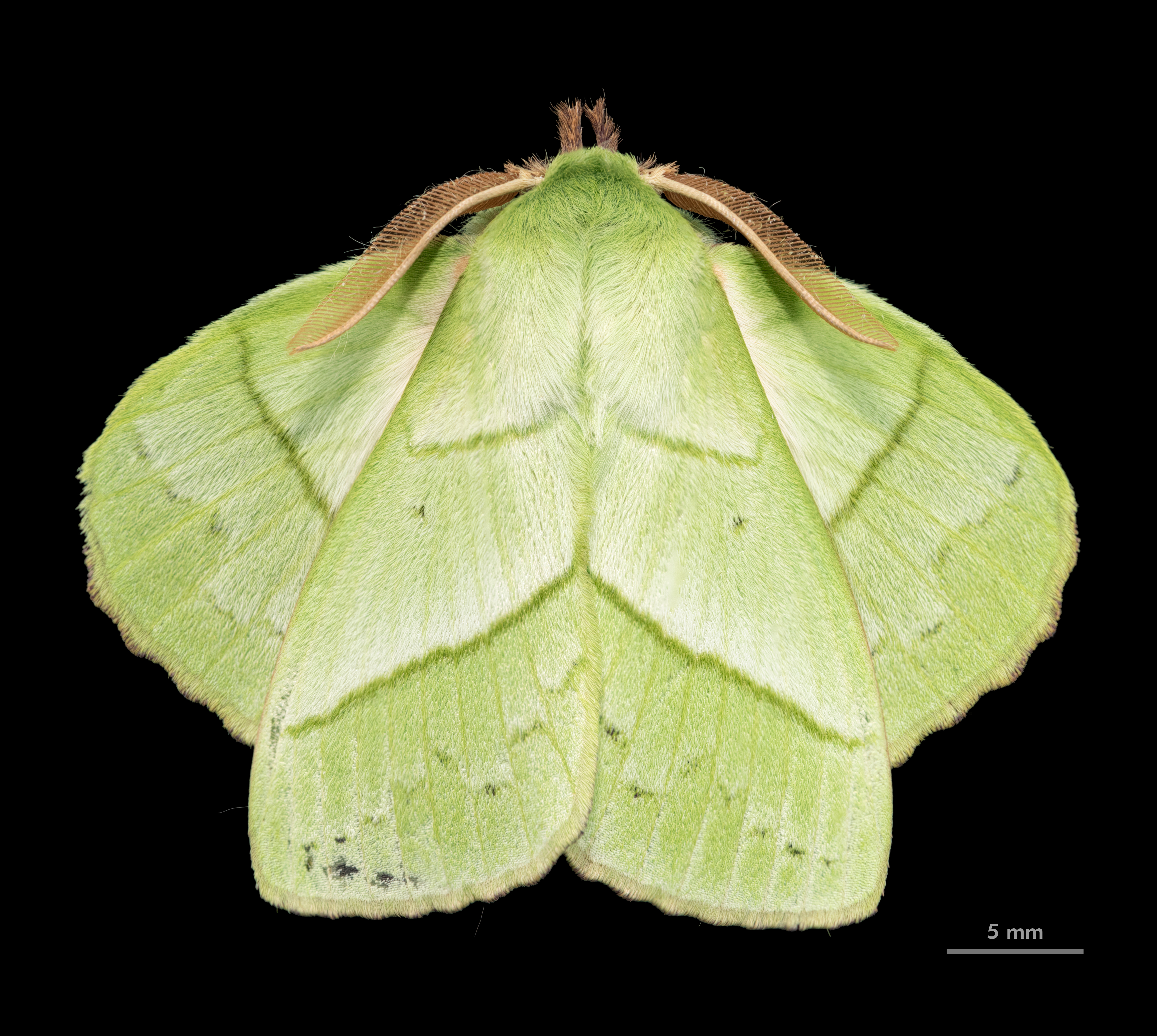
Vue dorsale de Trabala vishnou guttata, probablement des Trabala vishnou, des Trabala, des Lasiocampidae, trouvé près de la ville de Kaohsiung à Taïwan.

- Caloecia Barnes et McDunnough, 1911
- Chilena Walker, 1855
- Chondrostega Lederer, 1857
- Cosmotriche Hübner, 1820
- Dendrolimus Germar, 1812
- Dicogaster Barnes et McDunnough, 1911
- Ergolea Dumont, 1922
- Eriogaster Germar, 1810
- Eutachyptera Barnes et McDunnough, 1912
- Euthrix Meigen, 1830
- Gastropacha Ochsenheimer, 1816
- Gloveria Packard, 1872
- Lasiocampa Scrank, 1802
- Lenodora Moore, 1883
- Macrothylacia Rambur, 1866
- Malacosoma Hübner, 1820
- Odonestis Germar, 1812
- Pachypasa Walker, 1855
- Phyllodesma Hübner, 1820
- Pinara Walker, 1855
- Poecilocampa Stephens, 1828
- Porela Walker, 1855
- Psilogaster Reichenbach, 1817
- Quadrina Grote, 1881
- Sena  Walker, 1862
- Somadasys Gaede, 1932
- Stoermeriana de Freina et Witt, 1983
- Streblote Hübner, 1820
- Syrastrenopsis Grünberg, 1914
- Trichiura Stephens, 1828